# Elias Gomperz
Josef Elias (Cleve-)Gomperz (auch Gumperz; * um 1615 in Emmerich; † 28. Juni 1689 in Kleve) war ein jüdischer Kaufmann sowie Bankier und seit 1661 erster Hoffaktor der Kurfürsten von Brandenburg für den Westteil.
Sein Vater war Mordechai Gumpel (um 1585–1664), seine Mutter Simelie Bas Moses Halevy Herz († 1665). Er heiratete Sara Mirjam Bendit (* 6. Dezember 1636 in Jülich; † 20. November 1691 in Kleve), mit der er zehn Kinder hatte. Sein Sohn Ruben Elias Gomperz (1655–1705) war wiederum Hoffaktor und geriet 1698 mit dem Kaiser und dem Kurfürsten in Konflikt. Glückel von Hameln war durch Anheirat mit ihm verwandt. Aus der Cleve-Gomperz-Linie ging Stammvater Chaim Cleve († 28. September 1704) hervor, der die Hamburger Familienlinie der Gomperz gründete, welche auch in Altona ansässig war.
Während in der Mark Brandenburg bis 1671 keine Juden geduldet waren, lebten im 1609 hinzugewonnenen Herzogtum Kleve einige Juden, vor allem in Emmerich. Besonders als geschäftlicher Vertrauensmann (Hoffaktor), Finanzier und Heereslieferant des Großen Kurfürsten sowie der kurbrandenburgischen Regierung in Kleve, aber auch als Vorsteher und Wohltäter der Judenschaft im Herzogtum Kleve machte Elias Gomperz sich einen Namen. Sein Vermögen soll 100 000 Reichstaler betragen haben. 1673 waren bei der Hochzeit seines Sohnes mit der Tochter von Glückel der brandenburgische (spätere) Kronprinz Friedrich I. und der Statthalter Johann Moritz von Nassau-Siegen in Kleve anwesend.
Elias Gomperz gründete 1661 die jüdische Gemeinde in Kleve, er ließ unmittelbar hinter seinem palaisartigen Wohnhaus am Gerwin die erste Synagoge bauen, und auch die Anlage des Friedhofs geht wohl auf ihn zurück. Er war zum Vorsteher gewählt worden. Gegen den vorherigen Schtadlan und Steuereintreiber Behrend Levi, der für den Kurfürsten hohe Summen aufbringen wollte, hatte er sich 1652 mit den Juden im Herzogtum und dem Statthalter unter Berufung auf Klever Ständerecht gewehrt. 1685 verlangte der Kurfürst eine Steuer von den Klever Juden, die Elias Gomperz als vom Kurfürsten ernannter Steuereintreiber einzufordern hatte. Beinahe wäre es deswegen zum Aufstand dagegen gekommen.
Die Abschaffung des Leibzolls im Herzogtum Kleve war ihm zu verdanken. 1689 richtete er ein Lehrhaus zum Talmud in Kleve ein, für das in späterer Zeit der Grammatiker Salomon Hanau († 1746) angestellt wurde.

## Einzelbelege
1. ↑  Helmut Langhoff (LVR Niederrheinmuseum): Ein gerechter Meister aus Emmerich. In: NRZ. 8. September 2018, abgerufen am 5. Februar 2020.
2. ↑  Peter Rauscher: Der Fall der Oppenheimer und Gomperz 1697. Hofjuden und die Finanzierung des deutschen Fürstenstaats im 17. und 18. Jahrhundert. In: Schlüsselereignisse der deutschen Bankengeschichte, Stuttgart 2013, S. 51 ff. (Online)
3. ↑  Elfi Pracht-Jörns: Jüdische Lebenswelten im Rheinland: kommentierte Quellen von der Frühen Neuzeit bis zur Gegenwart. Böhlau Verlag Köln Weimar, 2011, ISBN 978-3-412-20674-1 (google.de [abgerufen am 6. Februar 2020]).
4. ↑  Jüdische Geschichte in Kleve – Mifgash. Abgerufen am 5. Februar 2020.
5. ↑  Rudolf Vierhaus: Görres - Hittorp. Walter de Gruyter, 2011, ISBN 978-3-11-094654-3 (google.de [abgerufen am 6. Februar 2020]).
6. ↑  Deutsche Biographie: Levi, Behrend - Deutsche Biographie. Abgerufen am 8. Februar 2020.
7. ↑  Selma Stern, Marina Sassenberg: Der Hofjude im Zeitalter des Absolutismus: ein Beitrag zur europäischen Geschichte im 17. und 18. Jahrhundert. Mohr Siebeck, 2001, ISBN 978-3-16-147662-4, S. 171 (google.de [abgerufen am 5. Februar 2020]).
8. ↑  Denkwürdigkeiten der Glückel von Hameln. Aus dem Jüdisch-Deutschen übersetzt, mit Erläuterungen versehen und hrsg. von Alfred Feilchenfeld, Jüdischer Verlag Berlin, Gräfenhainichen 1920, S. 117
9. ↑  Selma Stern, Marina Sassenberg: Der Hofjude im Zeitalter des Absolutismus: ein Beitrag zur europäischen Geschichte im 17. und 18. Jahrhundert. Mohr Siebeck, 2001, ISBN 978-3-16-147662-4, S. 206 (google.de [abgerufen am 8. Februar 2020]).

| Personendaten    | Personendaten                  |
| ---------------- | ------------------------------ |
| NAME             | Gomperz, Elias                 |
| ALTERNATIVNAMEN  | Gomperz-Cleve, Joseph Elias    |
| KURZBESCHREIBUNG | jüdischer Kaufmann und Bankier |
| GEBURTSDATUM     | 17. Jahrhundert                |
| GEBURTSORT       | Emmerich                       |
| STERBEDATUM      | 28. Juni 1689                  |
| STERBEORT        | Kleve                          |